# SoftBank 812T
SoftBank 812T（ソフトバンク812T）は東芝が開発しソフトバンクモバイルが販売するW-CDMA通信方式に対応する携帯電話端末。
2007年（平成19年）2月に発売が開始された。

## 対応サービス・機能
- TVコール
- デコレメール＆マイ絵文字
- フィーリングメール
- コンテンツおすすめメール
- デルモジ表示
- バイリンガル
- モバイル ルポ
- 3D待受キャラクター「くーまん」
- 位置ナビ
- S!アプリ
- S!ループ
- S!ケータイ動画
- 着うたフル／着うた
- S!GPSナビ
- Yahoo!きっず(ケータイ版)
- 日本国内専用

## 特徴
SoftBankの子供向けケータイブランド「コドモバイル」第一弾であり、SoftBank 810Tがベースとなっている。他社の子供向けケータイと同じく防犯ブザーや制限機能を搭載している。また、子供向けのポータルサイト「Yahoo!きっず(ケータイ版)」にも対応している。また、第二弾として2008年2月にSoftBank 820Tとして販売されている。
SoftBank8シリーズの中でもかなり機能を割愛しているためか、低料金で子供にケータイを持たせられるようにするためか、新機種としては異例の安さで販売されている。
なお、このSoftBank812T以降、東芝製の携帯(シャープ製：904SHも含む)総務省策定の「緊急通報位置通知」に対応している。